# Red Dog: True Blue
Red Dog: True Blue is een Australische comedy-drama familiefilm uit 2016, geregisseerd door Kriv Stenders. Het is een prequel op de film Red Dog uit 2011, waarin de vroege dagen worden verteld van de bastaardhond Red Dog.

## Rolverdeling
| Acteur                | Personage                       |
| --------------------- | ------------------------------- |
| Levi Miller           | Mick                            |
| Jason Isaacs          | Michael Carter (volwassen Mick) |
| Bryan Brown           | Grootvader                      |
| Hanna Mangan Lawrence | Betty Marble                    |
| Thomas Cocquerel      | Bill Stemple                    |
| John Jarratt          | Lang Hancock                    |
| Justine Clarke        | Diane Carter                    |
| Zen McGrath           | Theo Carter                     |
| Winta McGrath         | Nicholas Carter                 |
| Steve Le Marquand     | Little John                     |
| Syd Brisbane          | Big John                        |
| Kee Chan              | Jimmy Umbrella                  |
| Kelton Pell           | Durack                          |

## Prijzen en nominaties
De belangrijkste:
| Jaar | Prijs                                   | Categorie                             | Genomineerde(n) | Uitslag     |
| ---- | --------------------------------------- | ------------------------------------- | --------------- | ----------- |
| 2017 | AACTA Awards                            | Beste cinematografie                  | Geoffrey Hall   | Genomineerd |
| 2017 | Internationaal filmfestival van Berlijn | Kristallen Beer voor beste lange film | Kriv Stenders   | Genomineerd |